# 小行星日
小行星日（也稱為國際小行星日）是一年一度的全球活動，在1908年通古斯事件周年紀念日舉行，當時一顆小行星在西伯利亞夷平了約2,150平方（830平方英里）的森林。聯合國宣布其決議，將6月30日訂為全球小行星日，每年的這一天都要舉辦活動宣導，旨在提高認識小行星，以及可以做些什麼以保護地球，其家庭，社區和後代免受災難性事件影響。例如，2014年4月23日發現的2014 HQ124，同年6月8日，發現後46天，以1,250,000公里的距離掠過地球；2015 TB145，在發現後僅21天，就以490,000公里掠過地球。

## 歷史
小行星日由史蒂芬·霍金、電影製片人格里戈里傑·里希特斯、B612基金會主席達妮卡·雷米（Danica Remy）、阿波羅9號的太空人拉塞尔·施威卡特、皇后樂團的吉他手兼天體物理學家布萊恩·梅共同倡議。超過200位太空人、科學家、技術專家和藝術家，包括理查·道金斯、比爾·奈伊、彼得·蓋布瑞爾、吉姆·洛威爾、阿波羅11號太空人邁克爾·柯林斯、阿列克谢·列昂诺夫、比爾·安德斯、基普·索恩、馬丁·里斯勛爵、克里斯·哈德菲爾德、阿波羅9號太空人拉塞爾·施威卡特和布莱恩·考克斯等人共同簽署小行星日宣言。小行星日在2014年12月3日成為正式的官方活動。2014年2月，布萊恩·梅開始與電影《北緯51度》的導演格里戈里傑·里希特斯合作，講述了一個虛構的小行星撞擊倫敦的故事，以及由此事件造成的人類狀況。梅並為這部電影創作了音樂。這部影片在2014年的斯塔姆斯國際藝術節放映之後，里希特斯和梅在2014年10月共同倡議創建小行星日，他們與馬丁·里斯勛爵、拉塞爾·施威卡特、盧傑、托马斯·戴维·琼斯、瑞安·瓦特（Ryan Watt）和比爾·奈共同召開記者會，發布此一新聞。此一事件透過串流在倫敦的倫敦科學博物館、加州科學院、紐約和聖保羅直播。 在2017年的小行星日，小行星248750（發現者M. Dawson）被國際天文學聯合會正式命名為小行星日。

## 小行星日宣言
小行星日的工作組創建的宣言被稱為「100 X宣言」，呼籲所有的科學家和技術人員支援拯救地球免於小行星的威脅。現在，不只是學者、專家可以簽署，每個人都可以簽署這項宣言。該宣言已經有22,000多人簽署，其中也包括那些不是專家的人

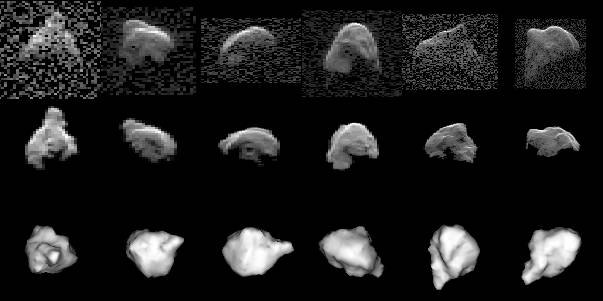
一顆小行星的計算機模型和雷達圖像。

雖然超過1,000,000顆小行星有可能撞擊地球，但我們只發現了大約百分之一。100X宣言呼籲在未來10年內將小行星發現率提高到每年100,000（或100x）。布萊恩·梅說：「我們對小行星撞擊瞭解得越多，人類就越清楚，人類一直生活在借來的時間裡。小行星日和100X宣言是公眾提高對地球脆弱性的認識，以及認識小行星一直撞擊地球的方式。小行星日是獲得公眾支援的工具，以增加我們對小行星何時可能襲擊，以及了解我們如何保護自己。」
主要的三個目標是：
1. 通過政府、個人和慈善組織，利用現有的科技來探測和追蹤對人類有威脅的近地小行星。
2. 在未來的十年內，將發現和跟踪近地小行星的速度快速提高100倍，達到每年100,000顆。
3. 在全球範圍內通過6月30日是小行星日，提高對小行星危害的認識，以及我們為防止撞擊所做的努力。在聯合國的認可下，這一行動項目已經實現[17]。

## 2015–2019的小行星日
根據AsteroidDay.org的網站，在其成立的頭五年中，全球有78個國家，在6月30日舉辦了2000多項活動。在2015年，有41名太空人參加了當天的活動。總體目標是提高對近地小行星撞擊與威脅地球的認知。參與的有西班牙科學院 、維也納自然史博物館 、美國自然史博物館、加州科學院、英國倫敦的科學博物館、SETI協會、歐洲太空總署、英國太空局等相關機構，還有其它機構都參加了教育活動。第一次的小行星日於2015年6月30日舉行。

## 聯合國
2016年2月，羅馬尼亞太空人杜米特鲁·普鲁纳留和太空探索者协会向聯合國科學和技術小組委員會提交建議書，小組接受提議并将其納入2016年6月的联合国和平利用外层空间委员会報告。委員會報告於2016年12月6日在聯合國第71屆大會被認可。
聯合國在其決議中宣布：「每年的6月30日是全球小行星觀測日，以全球的高度來紀念1908年6月30日發生在前蘇聯西伯利亞的通古斯事件， 並提高公眾對小行星撞擊與危害的認識。」

## 外部連結
- 官方网站
- 小行星基金會
- 小行星日的Facebook專頁
- 小行星日的X（前Twitter）
- 小行星日的Instagram帳戶
- YouTube上的小行星日頻道
- 小行星日的Twitch频道